# Schizotricha unifurcata
Schizotricha unifurcata är en nässeldjursart som beskrevs av George James Allman 1888. Schizotricha unifurcata ingår i släktet Schizotricha och familjen Halopterididae.
Artens utbredningsområde är Södra Ishavet. Inga underarter finns listade i Catalogue of Life.